# عملیات سنبل
عملیات سنبل (به لهستانی: Akcja "Hiacynt") یک عملیات سری پلیس لهستان کمونیستی بود که بین سال‌های ۱۹۸۵–۱۹۸۷ انجام شد. هدف آن ایجاد پایگاه داده سراسری از همه همجنس‌گرایان لهستانی و افرادی بود که با آنها در تماس بودند و منجر به جمع‌آوری نام حدود ۱۱۰۰۰ نفر شد.

## شروع
رسماً، تبلیغات لهستانی دلایل شروع این اقدام را به شرح زیر بیان کرد:
- ترس از ویروس اچ‌آی‌وی که تازه کشف‌شده بود، زیرا همجنس‌گرایان به عنوان گروهی پرخطر در نظر گرفته می‌شوند.
- کنترل باندهای جنایتکار همجنسگرا
- مبارزه با فحشا

با این حال، به احتمال زیاد، کارگزاران  Służba Bezpieczeństwa (SB) می‌خواستند شواهدی جمع‌آوری کنند که بعداً برای باج‌گیری افراد درگیر مورد استفاده قرار گیرد. علاوه بر این، افراد ثبت شده تمایل بیشتری برای همکاری با سرویس‌های امنیتی خواهند داشت، همچنین گمانه زنی‌هایی وجود دارد که این عملیات بخشی از اقدام گسترده‌تر با هدف مبارزه با مخالفان ضد کمونیستی بوده‌است.